# Soleb
Soleb es una sitio arqueológico de Nubia, en el Sudán actual. El sitio está situado al norte de la tercera catarata del Nilo y a unos 500 kilómetros al sur de Asuán, en el lado occidental del Nilo.
| mn · n · n | W24 · pr | N28 | m | H6 |

| mn · n · n | W24 · pr | N28 | m | H6 |

Soleb tiene un gran templo de arenisca construido durante el reinado de Amenofis III (r. 1390 – 1352 a. C.). Es el templo más meridional de este rey conocido hasta la fecha. Estaba dedicado al dios Amón-Ra y a Nebmaatra (una versión deificada del faraón). El arquitecto fue Amenhotep, hijo de Hapu. Nebmaatra, señor de Nubia. el ojo lunar de Ra, fue representado como un dios lunar antropomórfico con los cuernos de carnero de Amón, como una versión local del dios lunar Jonsu, hijo de Amón-Ra y Mut.

## Necrópolis
Cerca de la ciudad también se encontraron extensas necrópolis de este período con pequeñas capillas funerarias decoradas con pirámides. Las tumbas datan principalmente de la dinastía XVIII. Algunos hallazgos provienen de los períodos ramésida (1550 - 1069 a. C.) y meroítico (300 a. C. - 350).

## Periodo de amarniense
Durante el periodo amarniense (mediados de la XVIII dinastía), varios faraones atendieron a Soleb, como Amenofis III, Akenatón, Tutankamón y Ay.

### Amenofis III
El templo sirvió para los rituales propiciatorios de iluminación de Nebmaatra deificado, donde se le invocaba para asegurar la aparición regular de la luna llena curando el ojo de Horus y después para el jubileo de la fiesta Sed, donde estaba acompañado de la reina Tiy, como así aparecen representados en las paredes del templo.

### Tutankamón
Durante el reinado de Tutankamón, revirtió las reformas religiosas de su padre (Akenatón) y volvió a dedicar el templo a Amón-Ra. Terminó el segundo león de granito e inscribió su nombre en los denominados Leones de Prudhoe.

## Galería
|                                                   |
| Plano del yacimiento en la excavación de Lepsius. |

|                                                 |
| Vista de las ruinas del templo en el siglo XIX. |

|                                               |
| Vista del pórtico del templo en el siglo XIX. |